# شريف عماري
شريف عماري سياسي جزائري، أستاذ جامعي، وزير الفلاحة والتنمية الريفية والصيد البحري عينه الرئيس عبد العزيز بوتفليقة بـحكومة بدوي.، عينه عبد المجيد تبون وزيرا للفلاحة والتنمية الريفية، بتاريخ 2 يناير 2020 بحكومة جراد.

## المناصب التي تقلدها
- وزير الفلاحة والتنمية الريفية والصيد البحري.[4][6][9]

- مدير الضبط وتنمية الإنتاج الفلاحي بوزارة الفلاحة و التنمية الريفية.[6][10][11][12]
- أستاذ باحث في قسم الغذاء والاقتصاد الريفي المدرسة العليا للفلاحة.[13]
- خبير بالمنظمة العالمية للتغذية والزراعة (الفاو - FAO).[13]